# دار أوبرا الإسكندرية
أوبرا الإسكندرية Alexandria Opera أو مسرح سيد درويش هو مسرح الاحتفالات الرئيسي حاليا في محافظة الإسكندرية المصرية على ساحل البحر المتوسط، عام 1918 وافتتح العام 1921. في محافظة الإسكندرية في مصر، وكان يطلق عليها (تياترو محمد علي)، وما زال الاسم القديم مدونا على الواجهة الرئيسية، وتسمى دار أوبرا الإسكندرية حاليا باسم فنان الشعب ابن الإسكندرية «سيد درويش» وذلك اعتبارا من عام 1962. تقديرا له على تحديثه في مجال الموسيقي في مصر. وتعتبر أوبرا الإسكندرية هي دار الأوبرا الثانية في مصر (من حيث تاريخ الإنشاء) بعد دار الأوبرا الخديوية القديمة (احترقت في حريق كبير العام 1971. بعد أن ظلت منارة ثقافية لمدة 102 عاما وأعيد بناؤها وافتتاحها عام 1988. في مكان أخر). وتم تسجيل المبنى في عداد الآثار بالمدينة في العام 1999. استغرق إعادة تطوير وصيانة الدار وفقا لأسلوب بنائه المتميز نحو عام ونصف العام بقرار من وزير الثقافة المصري فاروق حسني وأعيد افتتاحها بحضور الرئيس مبارك في 27 يناير العام 2004م.

## وصف للمسرح
صمم المبني على الطراز المعماري الأيوني، المهندس الفرنسي الشهير «جورج بارك» لآل قرداحي في المدينة الذي استوحى تصميمه المعماري من تصميم دار أوبرا فيينا بالنمسا ومسرح أوديون في باريس، كما قام بتزيينه بزخارف أوروبية كلاسيكية الطابع كما كان سائدا في مصر بداية القرن العشرين. وقدمت عليه عروض مسرحية وموسيقية عديدة مصرية وأوروبية، وقد كان أول عرض مسرحي قدم عليه هو عرض شهرزاد في 30 من يونيو 1921م. يسع مسرحه الكبير 1000 مقعد، وتبلغ مساحته الكلية 4200 متر مربع، ويقع المسرح في طريق الحرية (شارع فؤاد) بمنطقة محطة الرمل.
وتعرض في اوبرا الإسكندرية عدة فرق مصرية وعالمية كأوركسترا القاهرة السيمفوني وأوركسترا الحجرة لأوبرا الإسكندرية، وفرقة أوبرا الإسكندرية للموسيقي والغناء العربي والفرقة القومية العربية للموسيقي. أيضا تعرض فرق عبد الحليم نويرة، والإنشاد الديني، والباليه، والأوركسترا، والرقص المسرحي الحديث وفرق فولكلورية بالإضافة إلى كبار نجوم مصر والعالم العربي.
الدخول الى الأوبرا كما في كل دور الأوبرا العالمية يكون بالملابس الرسمية.